# Boukhelifa
Boukhelifa (en kabyle: Buxlifa, en tifinagh: ⴱⵓⵅⵍⵉⴼⴰ, en arabe: بوخليفة) est une commune algérienne, située dans wilaya de Béjaïa, en Kabylie.
La commune de Boukhelifa est essentiellement composée des anciens territoires de deux tribus, les Ath Slimane à l'Est de l'Oued Djemâa et les Ath Bimun à l’Ouest.

## Géographie
| Tala Hamza | Béjaïa                    | Mer Méditerranée |
| Amizour    | Boukhelifa                | Tichy            |
| Kendira    | Aït Naoual Mezada (Sétif) | Aït Tizi (Sétif) |

### Lieux-dits, quartiers et hameaux
Outre son chef-lieu Taguemount, la commune de Boukhelifa est composée des localités suivantes : Boukhelifa, Tlata, Mouzaïa, Iboulaouadène, Aït Guendouz, Tizi-Ouguelmim, Lemroudj, Iguer-Adouane, Tiouririne, Tala Hiani, Guendouz, Idjahinen, Taazibt N'Biou, Ifoughalène, Tagma, Mazekouane, Barkat Lahiout, Acherchour, El Djabia, El Maghra, Zoubaï, Adjelouh, Djebira, Dar M'hend, Ikhitmane, Toussoukt, Laach Ighiouar, Louiba, Timanachine, Djoua, Aguemoun, Tahmamt, Sikki, El Hit, Ighil Igrane, Ihamachène, Ighil Ahcène, Ikherazen, Aït El Jayeh, Bouneqache
La commune abrite un village de vacances, Capritour, construit dans les années 1990.

## Administration et politique

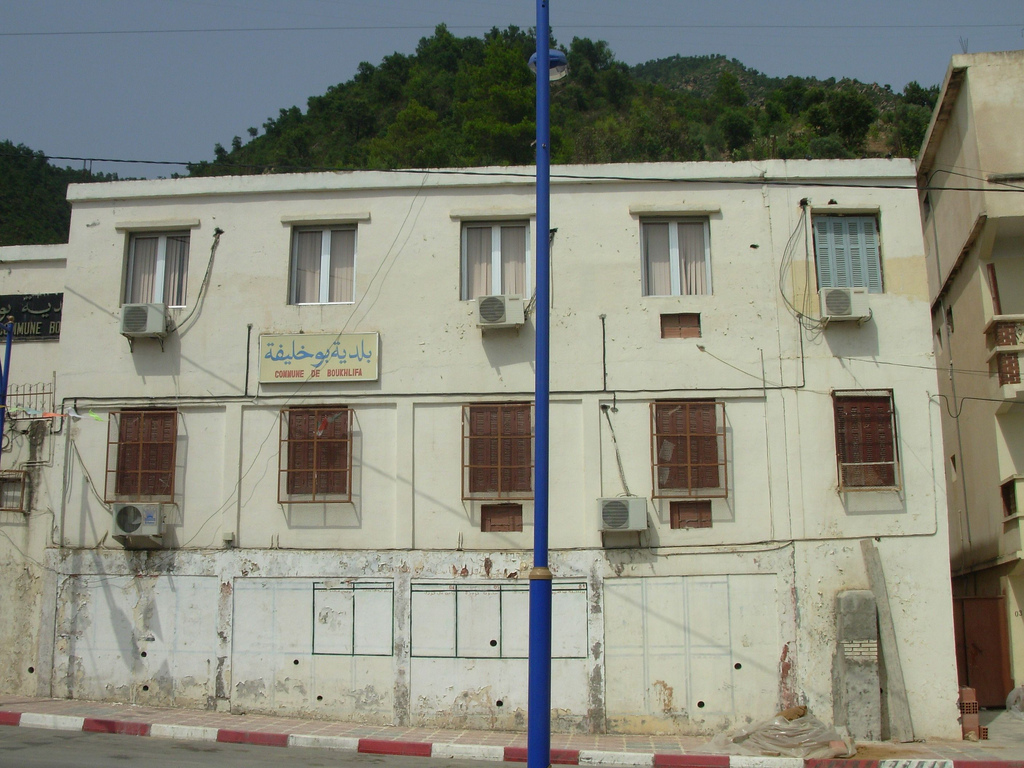
Siège de la mairie de Boukhelifa

La commune est dirigée par une assemblée populaire communale (APC) de quinze membres et présidée par un président (maire).

## Économie
L'économie de la commune s'appuie essentiellement sur le secteur du commerce de détail, d'hôtellerie et des transports. 
Elle est aussi caractérisée par l'agriculture basée sur la polyculture et l'élevage. 